# Оренсе (комарка)
Оре́нсе (исп. Orense,  галис. Ourense)  — район (комарка) в Испании, входит в провинцию Оренсе в составе автономного сообщества Галисия.

## Муниципалитеты
1. Амоэйро
2. Барбадас
3. Колес
4. Эсгос
5. Ногейра-де-Рамуин
6. Оренсе
7. Перейро-де-Агиар
8. Ла-Пероха
9. Сан-Сиприан-де-Виньяс
10. Табоадела
11. Тоэн
12. Вильямарин